# Commissione Kersten
La Commissione speciale per le indagini sull'aggressione comunista e l'incorporazione forzata degli Stati baltici nell'URSS (in inglese Select Committee to Investigate Communist Aggression and the Forced Incorporation of the Baltic States in the USSR), divenuta nota anche come Comitato Kersten dopo che il suo presidente divenne Charles J. Kersten, fu l'assemblea incaricata nel 1953 di indagare sull'incorporazione dell'Estonia, della Lettonia e della Lituania nell'Unione Sovietica. Questa si sciolse il 4 marzo 1954, quando fu rimpiazzata dalla Commissione speciale sull'aggressione comunista (Select Committee on Communist Aggression).

## Contesto storico
Nel 1940, in conformità con il protocollo segreto del patto Molotov-Ribbentrop stipulato con la Germania nazista, l'Unione Sovietica ordinò alle sue truppe di dirigersi in Estonia, Lettonia e Lituania. In ognuna delle tre repubbliche baltiche si procedette alla formazione di governi guidati dai partiti comunisti locali. Nel luglio 1940 si tennero elezioni truccate per eleggere i parlamenti del popolo, ovvero organi legislativi a guida comunista i quali, di lì a breve termine, presentarono delle petizioni con cui chiedevano di incorporare i tre paesi nell'URSS come repubbliche socialiste.
Gli Stati Uniti, al pari di altre potenze occidentali quali Regno Unito, Norvegia, Francia e Danimarca, non riconobbero mai una simile incorporazione come valida e continuarono a consentire alle legazioni di Estonia, Lettonia e Lituania di operare. Il 23 giugno 1940, il sottosegretario di Stato Sumner Welles dichiarò la politica di non riconoscimento degli Stati Uniti sulla base dei principi della dottrina Stimson. Questa linea di pensiero è stata preservata fino al ripristino dell'indipendenza in tutti e tre i paesi nel 1991.

## Indagine
Nel 1953, la Camera dei Rappresentanti approvò la Risoluzione 346 della Camera volta a richiedere un'indagine approfondita sull'incorporazione degli Stati baltici nell'URSS.
La commissione speciale tenne udienze tra il 30 novembre e l'11 dicembre 1953 e riferì i suoi risultati nel febbraio 1954. Durante lo studio del caso, il Comitato baltico intervistò circa 100 testimoni tra cui Johannes Klesment, un ex funzionario del governo estone, Jonas Černius, l'ex primo ministro della Lituania, Juozas Brazaitis, ministro degli esteri in carica della Lituania, e l'ex presidente degli Stati Uniti Herbert Hoover, che fornirono tutti testimonianze e ulteriori informazioni sulle attività sovietiche compiute in Estonia, Lettonia e Lituania nel 1940.
Tra gli accusati di crimini durante il processo di occupazione baltica rientravano i politici sovietici Andrej Ždanov e Andrej Vyšinskij.

## Uno strumento politico o di indagine?
La funzione del Comitato Kersten era principalmente legata alla politica di non riconoscimento degli Stati Uniti in riferimento all'incorporazione sovietica delle tre nazioni. Ad ogni modo, l'indagine all'epoca era percepita come un modo per il Congresso degli Stati Uniti di apprendere meglio le modalità con cui l'Unione Sovietica esercitava la sua autorità in paesi stranieri. Nello specifico, l'analisi coincise con il coinvolgimento di Washington nella guerra di Corea e, dunque, poteva dirsi indirettamente finalizzata a studiare come i comunisti avrebbero interferito nella politica coreana in caso di vittoria nel conflitto. Il costante interesse per l'argomento portò la Camera dei rappresentanti degli Stati Uniti a rimpiazzare il Comitato baltico con il più generale Comitato speciale sul metodo di aggressione comunista, attivo fino al 31 dicembre 1954.